# Allmendingen, Tyskland
Allmendingen är en kommun (tyska Gemeinde) i Alb-Donau-Kreis i förbundslandet Baden-Württemberg i Tyskland. Kommunen består av ortsdelarna (tyska Ortsteile) Allmendingen, Ennahofen, Grötzingen, Niederhofen och Weilersteusslingen (tyska Weilersteußlingen). Folkmängden uppgår till cirka 4 700 invånare, på en yta av 45,87 kvadratkilometer.
Kommunen ingår i kommunalförbundet Allmendingen tillsammans med kommunnen Altheim.

## Befolkningsutveckling
| Befolkningsutvecklingen i Allmendingen 1975–2015 | Befolkningsutvecklingen i Allmendingen 1975–2015 | Befolkningsutvecklingen i Allmendingen 1975–2015 | Befolkningsutvecklingen i Allmendingen 1975–2015 | Befolkningsutvecklingen i Allmendingen 1975–2015 |
| ------------------------------------------------ | ------------------------------------------------ | ------------------------------------------------ | ------------------------------------------------ | ------------------------------------------------ |
|                                                  |                                                  |                                                  |                                                  |                                                  |
| År                                               |                                                  |                                                  | Folkmängd                                        | Areal (ha)                                       |
| 1975                                             | 1975                                             |                                                  | 3 974                                            | 4 936                                            |
| 1980                                             | 1980                                             |                                                  | 4 082                                            | 4 592                                            |
| 1985                                             | 1985                                             |                                                  | 4 089                                            |                                                  |
| 1990                                             | 1990                                             |                                                  | 4 324                                            | 4 590                                            |
| 1995                                             | 1995                                             |                                                  | 4 526                                            |                                                  |
| 2000                                             | 2000                                             |                                                  | 4 509                                            |                                                  |
| 2005                                             | 2005                                             |                                                  | 4 601                                            |                                                  |
| 2010                                             | 2010                                             |                                                  | 4 441                                            | 4 591                                            |
| 2015                                             | 2015                                             |                                                  | 4 390                                            |                                                  |
|                                                  |                                                  |                                                  |                                                  |                                                  |